# 腹突荡镖水蚤
腹突荡镖水蚤（学名：Neutrodiaptomus genogibbosus）为镖水蚤科荡镖水蚤属的动物，是中国的特有物种。分布于内蒙古、黑龙江、新疆等地，常栖息于湖泊以及池塘和河流中。